# Petra Morzé

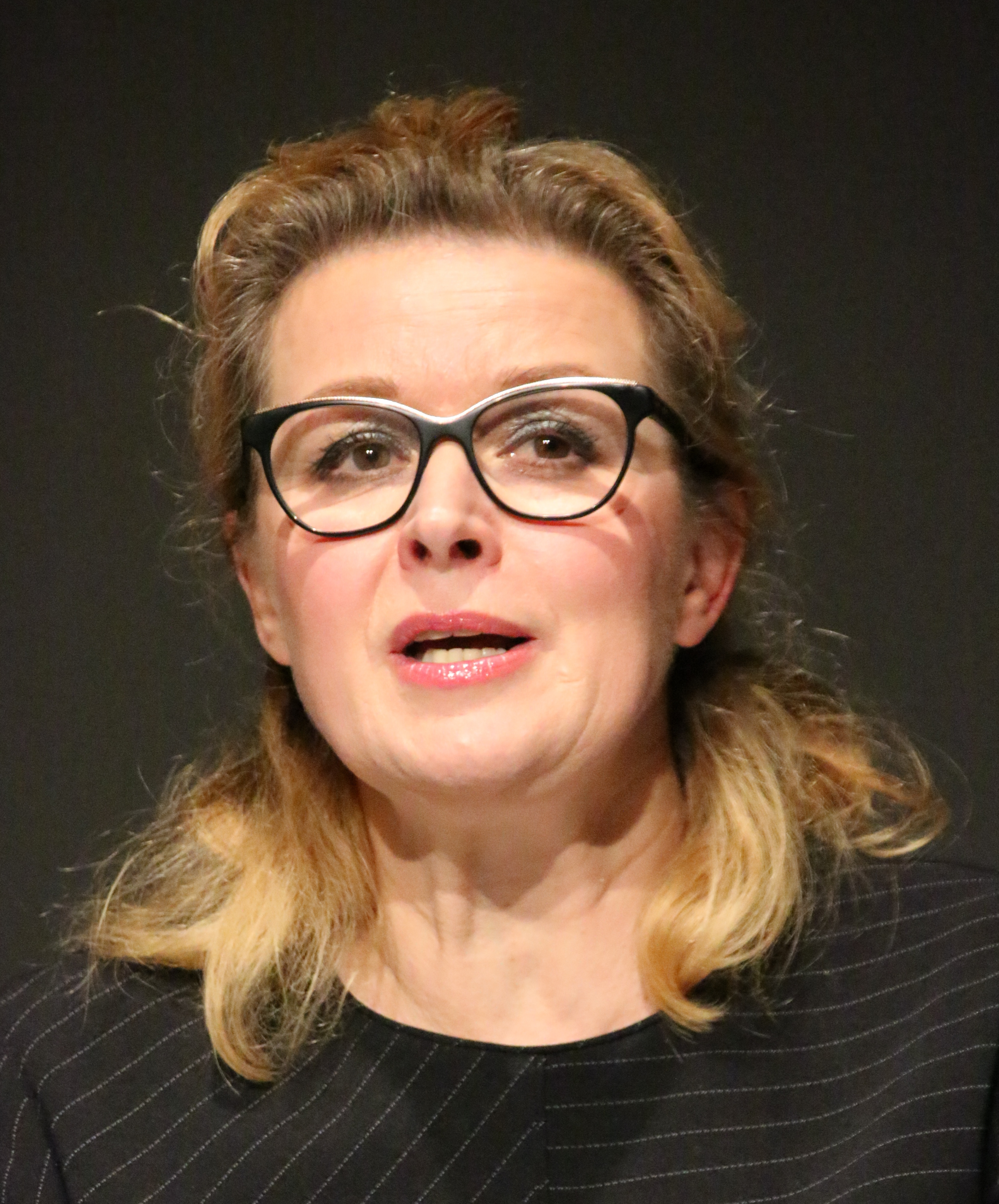
Petra Morzé am 30. Januar 2020 bei der Gedenkveranstaltung der Perspektive Mauthausen

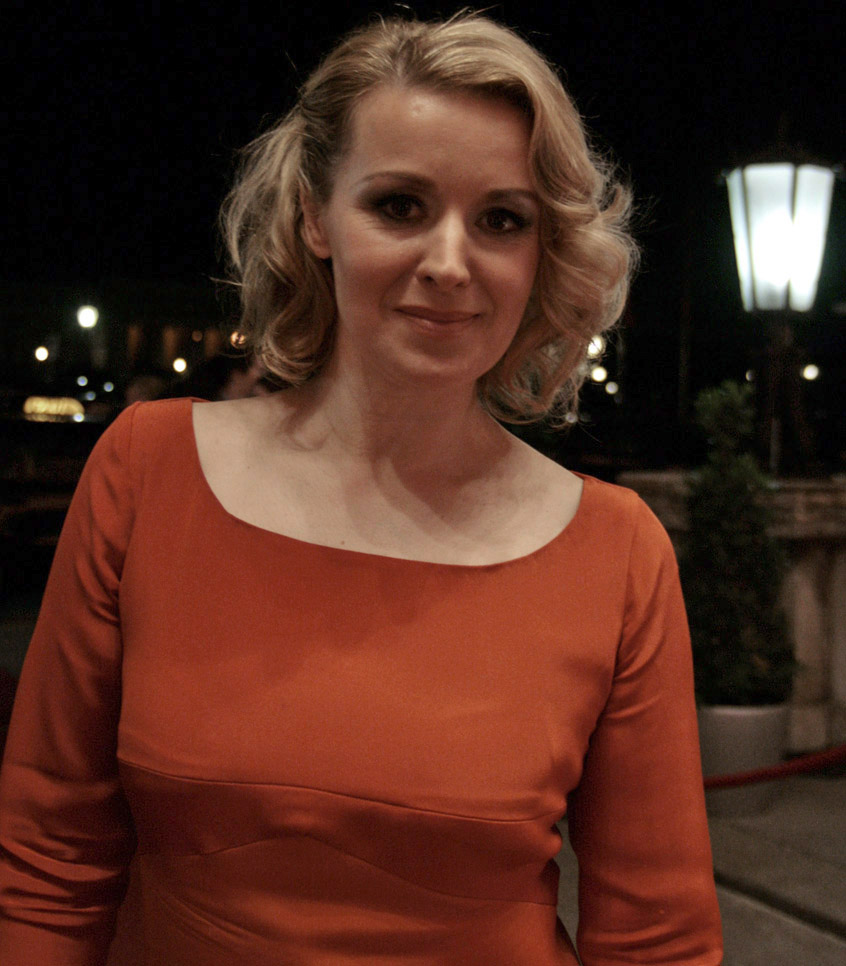
Petra Morzé (Wien 2009)

Petra Morzé (* als Petra Kogelnig am 10. Oktober 1964 in Klagenfurt, Kärnten) ist eine österreichische Schauspielerin. Von 2002 bis 2019 war sie Ensemblemitglied am Wiener Burgtheater.

## Karriere
Petra Morzé wuchs als ältestes von sieben Kindern in Ernsdorf bei Staatz auf. Sie absolvierte ihre Schauspielausbildung an der Universität für Musik und darstellende Kunst Graz und spielte am Schauspielhaus Graz. Nach Engagements am Volkstheater und am Theater in der Josefstadt wirkte sie schließlich am Wiener Burgtheater, wo sie von 2002 bis zum Ende der Spielsaison 2018/19 fest engagiert war. Sie war mehrmals bei den Salzburger Festspielen und bei den Festspielen in Reichenau zu sehen.
Ihre Fernsehkarriere ist gekennzeichnet durch Erfolgsserien wie Kommissar Rex oder Polly Adler, in der sie die gleichnamige Figur verkörperte.
Sie spielte in erfolgreichen Kinofilmen, u. a. in Antares (2004), Karo und der liebe Gott (2005) und Nordwand (2007). Des Weiteren wirkte sie schon 1985 unter ihrem bürgerlichen Namen Petra Kogelnig in Eis am Stiel Teil 6 – Ferienliebe als Bennys Freundin Dana mit.
Sie hat mit dem Schauspieler Stefan Matousch zwei gemeinsame Kinder, eine Tochter und den Sohn Simon Morzé (* 1996), der ebenfalls als Schauspieler tätig ist.
Ihr Künstlername Morzé ist der Mädchenname ihrer Mutter.

## Fernsehen
- 1989: Das Mädl aus der Vorstadt
- 1989: Tatort – Alles Theater
- 1990: Liebe Jelena
- 1990: Der Fahnder – Karriere
- 1993: Schöndorf muss sauber bleiben (R: Heide Pils)
- 1994: Kommissar Rex – Flucht in den Tod
- 1995: Die Nacht der Nächte (R: Xaver Schwarzenberger)
- 1995: Lieben wie gedruckt  (11 Episoden) (R: Anton Reitzenstein)
- 1996: Stille Wasser, Mein Opa und die 13 Stühle
- 1998: Kommissar Rex – Geraubtes Glück
- 2000: Der Hund muss weg (R: Beverly Blankenship)
- 2001: Don Juan oder Die Liebe zur Geometrie
- 2004: Schlosshotel Orth – Gemischtes Doppel
- 2004: Meine schöne Tochter
- 2005: Tatort – Das Lächeln der Madonna
- 2006: Tatort – Tödliches Vertrauen
- 2008: Polly Adler (4 Episoden)
- 2008: Das jüngste Gericht
- 2009: Annas zweite Chance (R: Karsten Wichniarz)
- 2009: Geliebter Johann Geliebte Anna (R: Julian Pölsler)
- 2010: Live is Life – Die Spätzünder
- 2010: Meine Zeit wird kommen[4]
- 2012: Hannas Entscheidung
- 2012: So wie du bist (R: Wolfgang Murnberger)
- 2013: Alles Schwindel (Fernsehfilm)
- 2013: Die Spätzünder 2 – Der Himmel soll warten
- 2014: Tatort – Paradies
- 2014: Landkrimi – Alles Fleisch ist Gras
- 2015: Brief an mein Leben (R: Urs Egger)[5]
- 2016: Pregau – Kein Weg zurück
- 2018: St. Josef am Berg
- 2019: Vienna Blood – Die letzte Séance
- 2020: Das Glück ist ein Vogerl (Fernsehfilm)
- 2021: Meiberger – Mörderisches Klassentreffen (Fernsehfilm)
- 2024: Engel mit beschränkter Haftung (Fernsehfilm)
- 2024: Landkrimi: Steirermord (Fernsehreihe)

## Kino
- 1985: Eis am Stiel 6 – Ferienliebe
- 2004: Antares
- 2005: Karo und der liebe Gott
- 2007: 42plus
- 2007: Import, Export
- 2008: Nordwand
- 2009: Lourdes
- 2011: Tabu – Es ist die Seele ein Fremdes auf Erden
- 2016: Lou Andreas-Salomé
- 2017: Life Guidance
- 2019: Wie ich lernte, bei mir selbst Kind zu sein
- 2022: Serviam – Ich will dienen
- 2022: Bis es mich gibt
- 2023: Operation White Christmas
- 2024: What a Feeling
- 2024: 80 Plus (Alternativtitel Toni und Helene)

## Theater
- Das Mädl aus der Vorstadt Salzburger Festspiele (R: Jürgen Flimm)
- Die Jüdin von Toledo (Jüdin) Volkstheater Wien
- Cyrano de Bergerac (Roxanne) Schauspielhaus Graz (R: Michael Wallner)
- Liebelei (Christine) Theater i. d. Josefstadt (R: Karlheinz Hackl)
- Geschichten aus dem Wiener Wald (Mariann) Theater i. d. Josefstadt (R: Karlheinz Hackl)
- Das weite Land (Erna) Theater i. d. Josefstadt (R: Otto Schenk)
- Wie es euch gefällt (Rosalinde) Theater i. d. Josefstadt (R: Rosemarie Fendel)
- Der Verschwender (Rosa) Theater i. d. Josefstadt (R: Karlheinz Hackl)
- Don Juan oder Die Liebe zur Geometrie (Miranda) Theater i. d. Josefstadt (R: Thomas Birkmeir)
- Der Schwierige (Toinette) Theater i. d. Josefstadt (R: Otto Schenk)
- Ein idealer Gatte (Mrs.Cheveley) Theater i. d. Josefstadt (R: Michael Gampe)
- Anatol (Illona) Reichenau (R: Thomas Birkmeir)
- Pancomedia (div. Rollen) Burgtheater Wien (R: Dieter Giesing)
- Anatol (Else) Burgtheater / Wr. Festwochen (R: Luc Bondy)
- Transdanubia Dreaming (Jennifer) Burgtheater Wien (R: Nicolas Brieger)
- Tag der Gnade (Österr. Erstaufführung) Burgtheater/Kasino (R: Frederike Heller)
- Der Zettelträger Papp oder meine Frau hat eine Grille, Burgtheater Wien (R: Robert Meyer)
- Das weite Land (Genia) Festspiele Reichenau (R: Beverly Blankenship)
- Die versunkene Kathedrale (Uraufführung) Akademietheater (R: Christiane Pohle)
- Jackie Burgtheater Vestibül
- Boulevard Sevastopol (Sveta) Akademietheater (R: Igor Bauersima)
- Onkel Wanja (Elena) Reichenau (R: Bernd Birkhahn)
- Some Girl(s) (Lindsay) Burgtheater (R: Dieter Giesing)
- Engel des Vergessens (Mutter) Akademietheater (R: Georg Schmiedleitner)

## Hörspiele
- 2013: Daniel Kehlmann: Geister in Princeton – Regie: Norbert Schaeffer (NDR)
- 2015: David Vogel: Eine Wiener Romanze – Regie: Harald Krewer (Hörspiel, 2 Teile – ORF/DKultur)